# Dwór Molawica
Dwór Molawica – dwór książęcy, ośrodek dawnej Puszczy Molawickiej.
Odnotowany w Metryce Litewskiej dwór Molawica, powstał przed 1521 na terenie Puszczy Grodzieńskiej, u źródeł Łosośny (teren obecnej wsi Puciłki). Początkowo pełnił funkcję rezydencji myśliwskiej, z czasem stając się ośrodkiem administracyjnym, do którego przydzielono kompleks lasów zwany odtąd Puszczą Molawicką. Przy dworze powstała osada, która w okresie pomiaru włócznej przekształciła się w Molawicę Górną i Molawicę Dolną (obecnie Malawicze Górne i Malawicze Dolne). 
Pierwszy w pełni udokumentowany pobyt króla Zygmunta Augusta w Molawicy odnotowano w 1545 roku: król (...) wyruszył z Krakowa przez Olsztyn, Częstochowę, Brzeźnicę, Kamieńsk, Piotrków, Wolbórz, Rawę, Wiskitki, Błonie. 15 lipca przybył do Warszawy. 17 lipca przeprawił się przez Wisłę. Dalsza droga wiodła przez Radzymin, Kamieńczyk (28 lipca), Ostrów Maz. (20 sierpnia), Lubotyń, Łomżę (21), Wiznę (22) do Tykocina, gdzie król bawił 23 i 24 sierpnia, 25 przybył do Knyszyna, a 27 udał się do Molawicy, Grodna (29) i dalej do Wilna, gdzie dotarł 7 września.
W 1563 roku część rozległych królewskich dóbr Molawicy król Zygmunt August nadał szlachcie, powstały na tym obszarze wsie Puciłki, Poniatowicze oraz majątek Tołłoczko. W roku 1679 w Malawiczach Górnych, pobliskich Bohonikach i Drahlach osiedlono na mocy dekretu Jana III Sobieskiego Tatarów, w nagrodę za ich służbę w wojsku Rzeczypospolitej.
Powieść historyczna Magdaleny Niedżwiedzkiej Bona. Zmierzch Jagiellonów wymienia wątki regionalne, w tym podróże królewskie z Krakowa przez Bielsk Podlaski i Krynki do Grodna, nadanie Bonie przez męża dużego obszaru Puszczy Grodzieńskiej do rzeki Narwi jako oprawy z dworami Sucholda (Sokółka) i Molawica – 21 lutego 1524 r. w Krakowie (potwierdzone 15 czerwca 1528 r. przez sejm wileński).
W dolinie rzeki Łosośna, w Puciłkach – alias Molawica Mała – w odległości niecałych pół kilometra od zabudowań obecnej okolicy – na wprost szkoły podstawowej, na zalesionym sosnowym wzgórzu, z trzech stron otoczonym źródłami tejże Łosośny – historyk Leszek Postołowicz, badacz polskiej części Grodzieńszczyzny – w 2020 roku odkrył, umiejscowił w terenie dawny dwór królewski, zwany Molawica (istniejący w dawnej Puszczy Molawickiej w XVI wieku), w którym król Zygmunt August przebywał w 1545 roku, zaś AD 1555 sygnował (datował in Molawicz Secunda die Aprilis Anno Domini 1555) swój list pisany 2 kwietnia – w Molawicy do Mikołaja Radziwiła Czarnego.